# Марко Галущинський
Марко Галущинський (хресне ім'я Михайло; 17 жовтня 1880, с. Броварі — 9 грудня 1918, Перемишль) — український церковний діяч, священник УГКЦ, василіянин, доктор філософії і богослов'я, літургіст, педагог, протоігумен Галицької провінції Найсвятішого Спасителя Василіянського Чину в 1918 році.

## Життєпис
Народився 17 жовтня 1880 року в селі Броварі (нині Чортківський район Тернопільської області). Навчався в гімназійному конвікті отців василіян в Бучачі і Бучацькій державній гімназії. 21 липня 1896 року вступив до Василіянського Чину на новіціят у Добромильський монастир, де склав свої перші обіти (6 березня 1898) і урочисту професію вічних обітів (10 березня 1901). Гімназійні студії і два роки філософії закінчив у Добромилі під проводом професорів єзуїтів і василіян, а богослов'я вивчав у Кристинопільському монастирі (1902—1904) і в єзуїтській колегії Канізіянум в Інсбруку (1904—1906). Здобув докторські ступені з філософії і богослов'я. Висвячений на священика 19 серпня 1904 року.
Від 1906 року — префект конвікту і професор Святого Письма в Бучачі, ігумен Крехівського монастиря (15 липня 1908 — 10 жовтня 1909), професор догматичного богослов'я та історії Церкви в Кристинополі. Під час Першої світової війни, коли всі професори і студенти з Лаврівського монастиря виїхали до Хорватії, сам залишився пильнувати монастир від грабежу.
Ще на Кристинопільській капітулі 6—14 серпня 1909 року був обраний на уряд консультора (радника) провінції, а делегати Крехівської капітули 12 грудня 1917 року вибрали о. Галущинського на протоігумена (тоді головного настоятеля Чину), однак через слабку комунікацію, затвердження з Риму прийшло щойно 15 серпня 1918 року і лиш тоді він офіційно перебрав керівництво василіянами. 3 вересня 1918 року розпочав візитацію усіх василіянських монастирів, але будучи слабкого здоров'я, під час візитації Перемишльського монастиря важко занедужав. Помер від туберкульозу легенів 9 грудня 1918 року в Перемишлі і там був похований.

## Письменницька діяльність
Писав статті з історії української Церкви та церковних обрядів. У 1907 році був учасником Першого Велеградського конгресу, де зачитав доповідь «De nova illustratione epicleseos ex liturgia ecclesiae orientalis, praecipue graecae et russicae petita» і брав участь у дискусіях над питаннями, що стосуються Східної Церкви. Після цього з'їзду щороку публікував свої наукові праці, звіти та рецензії на твори переважно російських церковних письменників у науковому часописі «Slavorum litterae theologicae».
Короткі статті про актуальні теми східного обряду і церковної дисципліни публікував на сторінках львівського часопису «Нива»

### Публікації
- «Як поминати вірних на Великім Вході»? // Нива. — 1910. — Т. 7. — ч. 11. — С. 321—324.
- «Причинки до розвою тайни сьв. миропомазаня» // Нива. — 1910. — Т. 7. — ч. 13—14. — С. 390—395.
- «Богослуженє церковне, потреба душі людскої, розвій» // Нива. — 1911. — Т. 8. — ч. 2. — С. 33—41; ч. 3. — С. 69—72.
- «Непорочне Зачатє Матери Божої по науцї православних Русинів на Україні, Старообрядовцїв і Великоросів (від XVI віку до нині)» // Нива. — 1911. — Т. 8. — ч. 7. — С. 195—201; ч. 8. — С. 231—237.
- «Пробудїм ся зі сну! (Причини та жерела схизми в нашім народі)» // Нива. — 1912. — Т. 9. — ч. 2. — С. 33—45.
- «Орґанїзм нашого обряду» // Нива. — 1914. — Т. 11. — ч. 12. — С. 329—343.
- «Наше церковне право» // Нива. — 1918. — Т. 14. — ч. 5. — С. 137—139; ч. 6-7. — С. 181—187; ч. 8-9. — С. 250—264.